# Харрис, Нил Патрик
Нил Па́трик Ха́ррис (англ. Neil Patrick Harris; род. 15 июня 1973 года, Альбукерке, Нью-Мексико, США) — американский актёр, комик, писатель, продюсер, певец и иллюзионист. Лауреат премии «Тони» в категории «Лучший актёр главной роли в мюзикле», пяти премий «Эмми» и четырёхкратный номинант на премию «Золотой глобус».
Наиболее известен по роли Барни Стинсона в телесериале «Как я встретил вашу маму» (2005—2014)

## Биография
Харрис родился в Альбукерке, штат Нью-Мексико, и вырос в Руидозо вместе со старшим братом Брайаном и родителями, Шейлой Гейл (в девичестве Скотт; род. 1946) и Рональдом Джином Харрисом (род. 1946). Его родители были юристами, а также управляли собственным рестораном. Он учился в старшей школе Ла Куева (англ. La Cueva High School), которую с отличием окончил в 1991 году.
Харрис дебютировал в двух кинофильмах: «Purple People Eater» (1988) и «Clara’s Heart» (1988), в котором играла главную роль Вупи Голдберг, и получил номинацию на «Золотой глобус». Год спустя, когда Нилу было 16 лет, его пригласили на главную роль в телесериале Стивена Бочко о докторе чудо-подростке в местной больнице, «Doogie Howser, Доктор медицины» (1989), в котором Нил начинал как подросток-сердцеед.
В 1997 году сыграл роль Карла Дженкинса в фильме «Звездный десант».
Наибольшую известность ему принесла роль Барни Стинсона в телесериале «Как я встретил вашу маму».
В 2000 году он снялся в фильме «Лучший друг», где сыграл Дэвида, друга героя Руперта Эверетта.
В 2004 году в роли серийного убийцы появился в одном из эпизодов сериала «Закон и порядок». В 2003 году сыграл на Бродвее (вместе с Энн Хеч) в пьесе «Устойчивый». В 2003 году работал в «Кабаре» вместе с Деборой Гибсон и Томом Босли, где исполнял роль MC.
В 2004 году сыграл пародию на самого себя в фильме «Гарольд и Кумар уходят в отрыв».
В 2008 году снялся в мини-сериале «Музыкальный блог Доктора Ужасного», где сыграл главного героя Доктора Ужасного (англ. Dr Horrible).
В 2009 году озвучил доктора Блоухола в мультсериале «Пингвины из Мадагаскара».
В 2011 году появился сразу в двух лентах: в мультфильме «Смурфики» (The Smurfs), где сыграл роль молодого мужа и отважного ньюйоркца, поборовшего злого волшебника Гаргамеля, и в фильме «Страшно красив» (Beastly) в роли слепого учителя.
В 2012 году снялся в эпизодической роли в фильме «Американский пирог: Все в сборе», а в 2013-м в продолжении фильма «Смурфики».
В 2014 году сыграл в комедии Сета Макфарлейна «Миллион способов потерять голову». В этом же году Нил снялся в фильме «Исчезнувшая», который был удостоен множества премий, а также номинирован на «Оскар», «Золотой глобус» и BAFTA.
В 2014 году Нила Патрика Харриса можно увидеть в четвёртом сезоне сериала «Американская история ужасов».
22 февраля 2015 года провёл 87-ю церемонию вручения премии «Оскар».

## Личная жизнь
С 1997 по 1998 год Харрис состоял в отношениях с актрисой Кристин Тейлор.

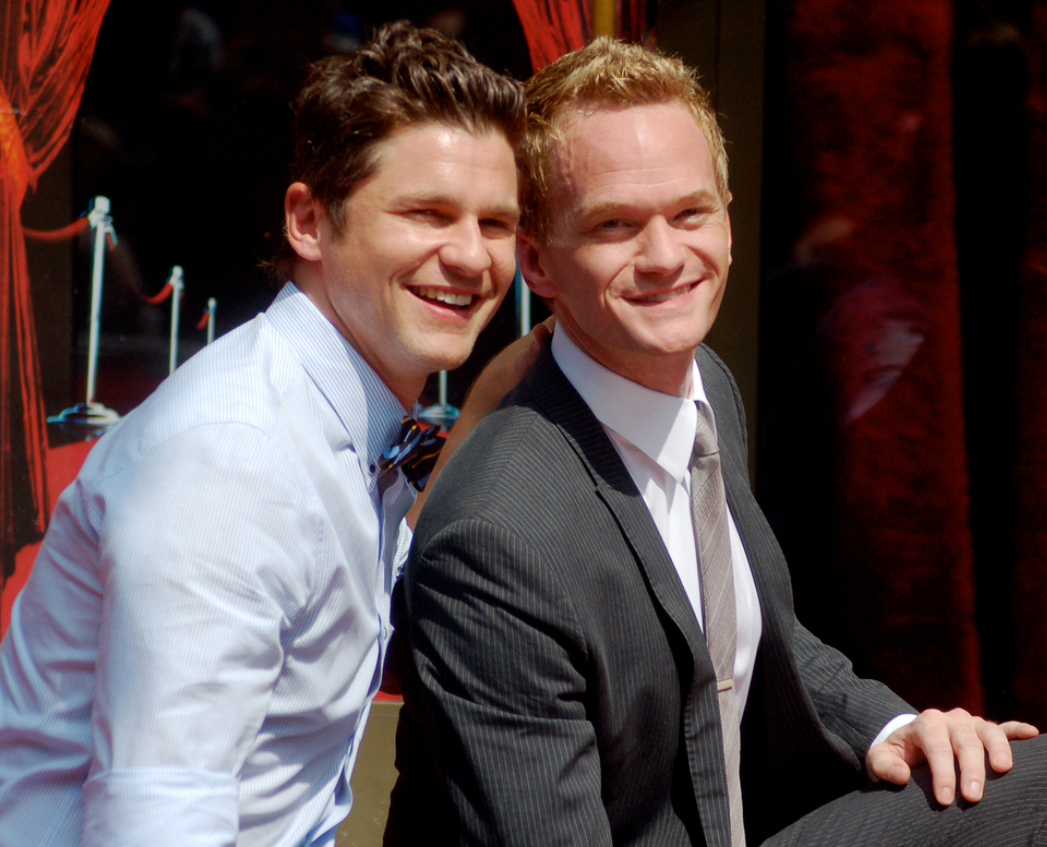
Харрис и его супруг Дэвид Бартка в сентябре 2011 года.

Харрис — открытый гомосексуал. Он подтвердил это в ноябре 2006 года своим заявлением:

… Я рад рассеять любые слухи или заблуждения, и я очень горд тем, что могу заявить: я счастливый гей, живу в полной мере и испытываю огромное удовольствие от того, что мне выпало работать с замечательными людьми над общим делом, которое я люблю.Оригинальный текст (англ.)… I am happy to dispel any rumors or misconceptions and am quite proud to say that I am a very content gay man living my life to the fullest and feel most fortunate to be working with wonderful people in the business I love.

Его муж — актёр и шеф-повар Дэвид Бартка. Харрис и Бартка начали встречаться в 2004 году, и впервые появились на публике в качестве пары на церемонии вручения наград премии «Эмми» в сентябре 2007. В августе 2010 года пара объявила, что ожидает рождения двойняшек от суррогатной матери. Гидеон Скотт и  Харпер Грейс появились на свет 12 октября 2010 года.
После принятия закона о равенстве брака в Нью-Йорке в июне 2011 года, Харрис и Бартка объявили о своей помолвке, отметив, что они обручились ещё пять лет назад, но держали это в секрете до тех пор, пока однополый брак в штате, где они проживают, не стал законным. 8 сентября 2014 года Харрис сообщил на своей странице в Twitter, что они с Барткой поженились в Италии. Церемонию их бракосочетания провела Памела Фрайман, выступавшая в качестве режиссёра большинства эпизодов сериала «Как я встретил вашу маму», а на приёме после свадьбы выступил музыкант Элтон Джон.
Харрис с мужем и детьми проживает в Гарлеме, одном из районов Нью-Йорка.
Нил — фокусник-любитель, как и его персонаж в сериале «Как я встретил вашу маму». Также появляется в 4 сезоне сериала «Американская история ужасов» в качестве фокусника. Он даже является председателем совета директоров в «Замке магии».

## Фильмография
| Год       |     | Русское название                                       | Оригинальное название                                     | Роль                             |
| --------- | --- | ------------------------------------------------------ | --------------------------------------------------------- | -------------------------------- |
| 2023      | с   | Как я встретила вашего папу                            | How I met Your Father                                     | Барни Стинсон (1 серия 2 сезона) |
| 2023      | с   | Доктор Кто                                             | Doctor Who                                                | Игрушечник                       |
| 2022      | с   | Без пары                                               | Uncoupled                                                 | Майкл / Michael                  |
| 2022      | ф   | Невыносимая тяжесть огромного таланта                  | The Unbearable Weight of Massive Talent                   | Ричард Финк                      |
| 2021      | ф   | Матрица: Воскрешение                                   | The Matrix Resurrections                                  | Аналитик                         |
| 2021      | ф   | 8-битное Рождество                                     | 8-Bit Christmas                                           | взрослый Джейк Дойл              |
| 2021      | мс  | Звёздные войны: Видения                                | Star Wars: Visions                                        | Карре (голос)                    |
| 2021      | с   | Это грех                                               | It's a Sin                                                | Генри Колтрейн                   |
| 2020      | с   | Домашний фильм: Принцесса-невеста                      | Home Movie: The Princess Bride                            | Уэстли                           |
| 2017      | с   | Таинственный театр 3000 года                           | Mystery Science Theater 3000                              | Невилл Ларой                     |
| 2017—2019 | с   | Лемони Сникет: 33 несчастья                            | A Series of Unfortunate Events                            | Граф Олаф                        |
| 2017      | ф   | Короче                                                 | Downsizing                                                | Джефф Лоновски                   |
| 2014—2015 | с   | Американская история ужасов: Фрик-шоу                  | American Horror Story: Freak Show                         | Честер Крэб                      |
| 2014      | ф   | Исчезнувшая                                            | Gone Girl                                                 | Деси Коллингз                    |
| 2014      | ф   | Миллион способов потерять голову                       | A Million Ways to Die in the West                         | Фой                              |
| 2013      | ф   | Смурфики 2                                             | The Smurfs 2                                              | Патрик Уинслоу                   |
| 2012      | ф   | Американский пирог: Все в сборе                        | American Reunion                                          | Ведущий «Танцы Со Звёздами»      |
| 2011      | ф   | Убойное Рождество Гарольда и Кумара                    | A Very Harold & Kumar 3D Christmas                        | камео                            |
| 2011      | ф   | Смурфики                                               | The Smurfs                                                | Патрик Уинслоу                   |
| 2011      | ф   | Страшно красив                                         | Beastly                                                   | Уилл                             |
| 2010      | ф   | Лучший и самый яркий                                   | The Best and the Brightest                                | Джефф                            |
| 2009      | мф  | Кошки против собак: Месть Китти Галор                  | Cats & Dogs: The Revenge of Kitty Galore                  | Лу, озвучка                      |
| 2010      | мф  | Бэтмен: Под красным колпаком                           | Batman: Under the Red Hood                                | Дик Грейсон/Найтвинг, озвучка    |
| 2010      | тф  | Глазами собаки                                         | Through a Dog's Eyes                                      | рассказчик                       |
| 2010      | мс  | Время приключений                                      | Adventure Time with Finn & Jake                           | дополнительные голоса, озвучка   |
| 2010      | кор |                                                        | Dracula's Daughters vs. the Space Brains                  | Дэн                              |
| 2009      | с   | Хор                                                    | Glee                                                      | Брайан Райан                     |
| 2009      | мф  | Да, Вирджиния                                          | Yes, Virginia                                             | Филипп О'Хэнлон, озвучка         |
| 2009      | кор | Вне границ                                             | Beyond All Boundaries                                     | 1st Lt. David Hettema, озвучка   |
| 2009      | мф  | Облачно, возможны осадки в виде фрикаделек             | Cloudy with a Chance of Meatballs                         | Стив, озвучка                    |
| 2008      | с   | Музыкальный блог Доктора Ужасного                      | Dr. Horrible's Sing-Along Blog                            | Доктор Ужасный                   |
| 2008      | мс  | Бэтмен: Отважный и смелый                              | Batman: The Brave and the Bold                            | Музыкальный мастер, озвучка      |
| 2008      | ф   | Пингвины из Мадагаскара                                | The Penguins of Madagascar                                | Доктор Блоухол                   |
| 2008      | кор |                                                        | Prop 8: The Musical                                       | A Very Smart Fellow              |
| 2008      | ф   | Гарольд и Кумар 2: Побег из Гуантанамо                 | Harold & Kumar 2 Escape from Guantanamo Bay               | камео                            |
| 2008      | мф  | Лига Справедливости: Новый барьер                      | Justice League: The New Frontier                          | Barry Allen / The Flash, озвучка |
| 2007—2009 | с   | Гриффины                                               | Family Guy                                                | Барни                            |
| 2005      | тф  | Рождественское благословение                           | The Christmas Blessing                                    | Натан Эндрюс                     |
| 2005—2014 | с   | Как я встретил вашу маму                               | How I Met Your Mother                                     | Барни Стинсон                    |
| 2005      | мф  |                                                        | The Golden Blaze                                          | The Comic Shop Owner, озвучка    |
| 2005      | с   | Робоцып                                                | Robot Chicken                                             | Executive                        |
| 2005      | с   | 4исла                                                  | Numb3rs                                                   | Этан Бердик                      |
| 2005      | с   | Джек и Бобби                                           | Jack & Bobby                                              | профессор Престон Фелпс          |
| 2004      | с   | Закон и порядок: Преступное намерение                  | Law & Order: Criminal Intent                              | Джон                             |
| 2004      | ф   | Гарольд и Кумар уходят в отрыв                         | Harold & Kumar Go to White Castle                         | камео                            |
| 2003      | мс  | Человек-паук                                           | Spider-Man: The New Animated Series                       | Питер Паркер, озвучка            |
| 2002—2003 | с   | Бумтаун                                                | Boomtown                                                  | Питер Корман                     |
| 2002      | с   | Прикосновение ангела                                   | Touched by an Angel                                       | Jonas                            |
| 2002      | ф   | Тайный брат                                            | Undercover Brother                                        | Ланс                             |
| 2002      | ф   | Гипнотизёр                                             | The Mesmerist                                             | Бенджамин                        |
| 2002      | с   | Лига справедливости                                    | Justice League                                            | Рэй Томпсон                      |
| 2001      | с   | Эд                                                     | Ed                                                        | Джо Бакстер                      |
| 2001      | тф  | Свадебные платья                                       | The Wedding Dress                                         | Трэвис Кливленд                  |
| 2001      | мс  | Статический шок                                        | Static Shock                                              | Johnny Morrow / Replay, озвучка  |
| 2001      | с   | Сын пляжа                                              | Son of the Beach                                          | Loverboy                         |
| 2001      | тф  | Суинни Тодд: Демон-парикмахер с Флит-стрит на концерте | Sweeney Todd: The Demon Barber of Fleet Street in Concert | Тобиас                           |
| 2000      | с   | Уилл и Грейс                                           | Will & Grace                                              | Билл                             |
| 2001      | мс  | Легенда о Тарзане                                      | The Legend of Tarzan                                      | Moyo, озвучка                    |
| 2000      | с   | Как говорит Джинджер                                   | As Told by Ginger                                         | Нэд                              |
| 2000      | ф   | Лучший друг                                            | The Next Best Thing                                       | Дэвид                            |
| 1999—2000 | с   |                                                        | Stark Raving Mad                                          | Генри                            |
| 1999      | с   | Жанна Д'Арк                                            | Joan of Arc                                               | Карл VII                         |
| 1998      | тф  | Рождественское желание                                 | The Christmas Wish                                        | Уилл Мартин                      |
| 1998      | ф   | Предложение                                            | The Proposition                                           | Роджер Мартин                    |
| 1997      | с   | Убойный отдел                                          | Homicide: Life on the Street                              | Алан Шак                         |
| 1997      | ф   | Звездный десант                                        | Starship Troopers                                         | Карл Дженкинс                    |
| 1996      | с   | За гранью возможного                                   | The Outer Limits                                          | Хоуи Моррисон                    |
| 1995      | тф  | Человек на чердаке                                     | The Man in the Attic                                      | Эдвард Бродер                    |
| 1995      | ф   | Звериная комната                                       | Animal Room                                               | Арнольд Моск                     |
| 1995      | тф  | Наследие греха: История Уильяма Койта                  | Legacy of Sin: The William Coit Story                     | Уильям                           |
| 1995      | тф  | Моя Антониа                                            | My Antonia                                                | Джимми                           |
| 1995      | тф  | Не наш сын                                             | Not Our Son                                               | Пол Кеннет Келлер                |
| 1993      | тф  |                                                        | For Our Children: The Concert                             |                                  |
| 1993      | тф  | Затерянные в снегах: История Джима и Дженнифер Столпа  | Snowbound: The Jim and Jennifer Stolpa Story              | Jim Stolpa                       |
| 1993      | тф  | Внезапная ярость                                       | A Family Torn Apart                                       | Брайан Хэннигэн                  |
| 1993      | с   | Квантовый скачок                                       | Quantum Leap                                              | Майк Хэммонд                     |
| 1993      | с   | Она написала убийство                                  | Murder, She Wrote                                         | Томми Ремсен                     |
| 1992      | с   | Розанна                                                | Roseanne                                                  |                                  |
| 1992      | с   |                                                        | Capitol Critters                                          | Макс                             |
| 1992      | мс  | Команда спасателей Капитана Планеты                    | Captain Planet and the Planeteers                         | Тодд Эндрюс, озвучка             |
| 1991      | тф  |                                                        | Stranger in the Family                                    | Стив Томпсон Рулле               |
| 1991      | с   | Изящный цветок                                         | Blossom                                                   | Дерек Слэйд                      |
| 1990      | тф  |                                                        | The Earth Day Special                                     | Doogie Howser M.D.               |
| 1989—1993 | с   | Доктор Дуги Хаузер                                     | Doogie Howser, M.D.                                       | Dr. Doogie Howser                |
| 1989      | тф  | Жестокий город                                         | Cold Sassy Tree                                           | Уилл Твиди                       |
| 1989—1990 | с   | Страйкер                                               | B.L. Stryker                                              |                                  |
| 1989      | тф  |                                                        | Home Fires Burning                                        | Lonnie Tibbetts                  |
| 1988      | ф   | Пурпурный людоед                                       | Purple People Eater                                       | Билли Джонсон                    |
| 1988      | тф  | Слишком хорошо, чтобы быть правдой                     | Too Good to Be True                                       | Дэнни Харланд                    |
| 1988      | ф   | Сердце Клары                                           | Clara's Heart                                             | Дэвид Харт                       |
| 1975      | с   | Субботним вечером в прямом эфире                       | Saturday Night Live                                       |                                  |

## Список работ
Театр
- Rent (1997) 2nd National Tour-LA, San Diego Mark Cohen
- Romeo and Juliet (1998) Old Globe Theatre, San Diego Romeo Montague
- Sweeney Todd (2001) San Francisco Symphony Orchestra concert version Tobias Ragg
- Proof (2002) Broadway, Hal
- Cabaret (2003) Broadway, Emcee
- Assassins (2004) Broadway Balladeer; Lee Harvey Oswald
- Tick, Tick... BOOM! Jon (2005) Menier Chocolate Factory, London
- All My Sons (2006) Chris Keller, Geffen Playhouse, Los Angeles
- «Амадей» Питера Шеффера — Моцарт, 20 июля 2006 года на сцене Голливуд-боул

Игры
- Saints Row 2/Saints Row 4 — DJ Сын Ветерана
- Eat Lead: The Return of Matt Hazard as Wally Wellesly
- Spider-Man: Shattered Dimensions (2010) as The Amazing Spider-Man
- Batman: Arkham Origins — (2013) as Enigma/Riddler

Аудиокниги
- The Playbook by Barney Stinson and Matt Kuhn
- The Bro Code by Barney Stinson and Matt Kuhn
- Henry Huggins by Beverly Cleary
- Henry and the Clubhouse by Beverly Cleary
- Henry and the Paper Route by Beverly Cleary
- Socks by Beverly Cleary
- Marley: A Dog Like No Other by John Grogan
- A Very Marley Christmas by John Grogan
- Bad Dog, Marley! by John Grogan
- The Hunt Club by Bret Lott